# Sweden Yachts
Sweden Yachts var ett varv i Stenungsund, grundat 1976 under namnet Sweden Boats. Verksamheten startade med bygget av den svenska Americas Cup-utmanaren "Sverige" som deltog i utmanarserien 1977 och 1980.
Fritidsbåtstillverkningen startade med att man köpte tillverkningsrättigheterna till den redan etablerade Comfort 34, konstruerad av Kenneth Albinsson. Skroven tillverkades på Smögen och båtarna färdigställdes på varvet i Stenungsund med en betydligt högre finish än originalbåtarna från Comfortbåtar i Arvika. Den såldes som "C 34" och senare "Sweden Yachts 34".
Varvet specialiserade sig på cruisingbåtar av hög kvalitet och utökade med gradvis större modeller. Man sålde båtar mellan 34 och 80 fot. Alla båtar var designade av Sweden Yachts egna designers. Jens Östmann var chefsdesigner då varvet startades (1976-2003). År 2003 tog Mats Jacobsson över som tekniskchef och designer (2004-2009). Alla linjeritningar gjordes av Peter Norlin, med undantag av 80-fotaren som designades av Germán Frers. Sweden Yachts tillverkade 25-30 båtar per år varav en stor del gick till export.

År 2013 köptes Sweden Yachts av Malö Yachts i Kungsviken och är idag en del av Sweden Yachts Group.